# Benefon
La Benefon è una società finlandese di apparecchiature per telecomunicazioni, specializzata nella produzione di telefoni cellulari con navigatore GPS. È stata fondata nel 1988, e la sua sede centrale si trova a Salo.

## Storia
Nel 1928, la Nordell & Koskinen, una fabbrica di radio, venne fondata nella città finlandese di Salo. In seguito la ditta cambiò il suo nome in Salora e si specializzò anche in televisori e radio-telefoni. Nel 1979, quando la Salora e la Nokia fondarono una compagnia unita chiamata Mobira, iniziò la costruzione di telefoni mobili a Salo.
Dopo aver lavorato con la Nokia, Jorma Nieminen (che era al tempo il direttore della sezione dei telefoni mobili della Nokia) e due colleghi si staccarono dall'azienda, e decisero di fondare una propria compagnia, chiamata Benefon.
Il primo prodotto, il Benefon Forte, era un telefono cellulare con tecnologia NMT-450 standard, rimasto sul mercato per undici anni (dal 1989 al 2000). Era progettato per le più dure condizioni ed aveva una potente antenna e trasmettitore, trovò impiego soprattutto nel campo della navigazione finché lo standard GSM non riuscì ad offrire copertura anche in mare.

## Prodotti
Nel 1996 la Benefon introdusse l'Alfa, il Beta e il Delta con tecnologia NMT-900. Il primo telefono GSM della Benefon fu il Benefon Gamma del 1997, e da allora la compagnia si concentrò esclusivamente su micro-telefoni GSM.
La Benefon iniziò successivamente a interessarsi al GPS, creando apparecchiature telematiche mobili, in risposta ai molti progetti dell'Unione europea come "Salviamo il telefono mobile". Il risultato di questo progetto era un'idea che era piuttosto radicale per il tempo: un telefono mobile con navigatore GPS integrato in un unico prodotto. Telefoni di questa linea furono il Benefon Esc! lanciato nel 1999 e il Benefon Track lanciato nel 2000.
Il Benefon Esc! aveva come caratteristica uno schermo LCD in bianco e nero. Che permetteva all'utente di caricare mappe dentro il telefono, tracciare la sua posizione e i suoi movimenti, chiamare o inviare le sue coordinate via SMS a una lista di numeri di servizio.

## Innovazioni
La Benefon è stata responsabile di numerose innovazioni nel campo del mercato delle telecomunicazioni. Da notare il Benefon "iO", che fu il primo telefono GSM con il T9.
The Benefon Beta fu il primo telefono mobile con un orologio. Il Benefon Class fu il primo telefono mobile con un set cordless. Il Benefon Esc!, come accennato, fu il primo telefono con sistema di navigazione GSM/GPS. Infine il Benefon Twin, che fu il primo telefono GSM dual-band con due SIM-card.
Ecco perché, i telefoni Benefon, hanno un notevole valore per i collezionisti del settore.

## Futuro
Nel 2004, di fronte a delle difficoltà finanziarie, la Benefon dichiarò bancarotta e lanciò un programma di re-organizzazione. Lo sforzo della Benefon per creare un mercato di telefoni GPS ebbe successo (specialmente nel campo del mercato commerciale di sicurezza), ma non abbastanza successo per permettere alla compagnia di sopravvivere.
La Benefon entrò in una società finanziaria con l'Octagon Holdings e altri investitori, introducendo dieci milioni di euro in nuovi investimenti. Il 21 giugno, l'amministratore delegato della Benefon annunciò che la Benefon era fuori dalla bancarotta, e che il programma di re-organizzazione era stato concluso con successo.
La Benefon iniziò a lavorare su una nuova linea di prodotti, e lanciò dei nuovi prodotti sotto il marchio "Twig". Il Twig Discovery è un navigatore GPS turn-by-turn con un telefono GSM. Questo mantenne delle caratteristiche del Benefon Esc!, includendo il "cerca amici" e il servizio dei numeri di emergenza.
Il Twig Discovery Pro è simile al Discovery ma mira di più al mercato commerciale.
Il Twig Locator è un piccolo dispositivo per uso personale o commerciale. Questo telefono è capace di inviare la propria posizione. Può anche essere portato in macchina per essere usato come mappa geografica, un allarme automatico si attiva se il veicolo si muove.
La Benefon ha annunciato una nuova linea di telefoni nel 2007, tutti forniti di capacità GPS. Questi includono il Twig Talisman, un touch screen con sistema operativo Windows Mobile 6, il Twig Totem, un 3G (HSDPA) con fotocamera da 3 megapixel, e il Twig Monolith con connessione a internet.